# 百战天虫 重装上阵
《百战天虫 重装上阵》是Team17开发的一款炮术游戏，属百战天虫系列。2010年8月28日该游戏通过Steam面向windows平台发行。该游戏是系列游戏自2001年的《百战天虫 世界派对》后首次回归2D风格。游戏有单人、多人模式，最多支持4人联网。
游戏中玩家控制蠕虫队，最终目标是是干掉敌对队伍。玩家必须在回合结束前的时限内完成动作。回合间玩家可以移动并使用道具。道具可处理损伤、增加活动性和保护玩家。背景景物可以打掉。

## 开发
该游戏很大程度上是基于《百战天虫2：末日浩劫》（2009年在Xbox Live Arcade上发行）。Team17在游戏发行前没公布多少信息。